# The Perfect Couple
The Perfect Couple és una sèrie de televisió de misteri estatunidenca creada per Jenna Lamia i estrenada el 5 de setembre de 2024 a Netflix. És protagonitzada per Nicole Kidman, Liev Schreiber, Dakota Fanning i Eve Hewson. Es tracta d'una adaptació de la novel·la homònima del 2018 d'Elin Hilderbrand. S'ha subtitulat al català.

## Sinopsi
L'Amelia (Hewson) és a punt de casar-se amb un membre de la rica família Winbury, de Nantucket (Massachusetts), tot i la desaprovació de la seva matriarca novel·lista (Kidman). Però quan es troba un cos a la platja i se'n revelen secrets, tothom esdevé sospitós.

## Producció

### Desenvolupament
El 2019 Fox Entertainment tenia planificada l'adaptació de la novel·la de Hilderbrand. Es va anunciar que Jenna Lamia adaptaria el llibre per al projecte el desembre de 2019.
L'agost del 2022 es va anunciar que va rebre llum verda com a sèrie de sis episodis a Netflix i que Lamia en seria la productora creadora i Bier, la directora de l'adaptació. Lamia, Bier i l'autora dels llibres Hilderbrand van exercir de productores executives amb Nicole Kidman i Per Saari per a Blossom Films, Shawn Levy i Josh Barry, de 21 Laps Entertainment, i Gail Berman i Hend Baghdady per a The Jackal Group.
Un dels canvis respecte de la novel·la és el canvi de nom de la núvia, de Celeste Otis a Amelia Sacks.

### Càsting
El març de 2023 van aparèixer notícies que Nicole Kidman, Liev Schreiber, Dakota Fanning i altres actors protagonitzaries la sèrie. Més tard, es va confirmar oficialment que Nicole Kidman, Liev Schreiber, Dakota Fanning, Eve Hewson i Billy Howle formarien part del repartiment. El repartiment restant inclou Ishaan Khattar, Jack Reynor, Sam Nivola, Mia Isaac, Donna Lynne Champlin i Isabelle Adjani. Més tard aquell mateix mes Omar Epps es va unir al repartiment.

### Rodatge
El rodatge principal es va programar d'abril a juny de 2023 a Massachusetts amb gravacions a Chatham, Eastward Point, Harwich i al voltant del Cap Cod. La filmació a Nantucket i Chatham va patir un piquet el setembre de 2023 per membres en vaga dels sindicats SAG-AFTRA.